# ティーシル・アル＝アンティーフ
ティーシル・アル＝アンティーフ（Taisir Ahmed Al-Antaif、1974年2月16日 - ）は、サウジアラビアの元サッカー選手。元サウジアラビア代表。ポジションはゴールキーパー。

## 来歴
サウジアラビア代表での出場経験は無かったが、1998 FIFAワールドカップのメンバーに選ばれた。1999年6月に親善試合で代表デビュー。2008年までに14試合に出場した。

## 代表歴

### 出場大会
- サウジアラビア代表
  - 1998 FIFAワールドカップ

### 試合数
- 国際Aマッチ 14試合 0得点（1999年-2008年）[1]

| サウジアラビア代表 | 国際Aマッチ | 国際Aマッチ |
| 年                 | 出場        | 得点        |
| ------------------ | ----------- | ----------- |
| 1999               | 2           | 0           |
| 2000               | 4           | 0           |
| 2001               | 3           | 0           |
| 2002               | 0           | 0           |
| 2003               | 1           | 0           |
| 2004               | 0           | 0           |
| 2005               | 0           | 0           |
| 2006               | 0           | 0           |
| 2007               | 1           | 0           |
| 2008               | 3           | 0           |
| 通算               | 14          | 0           |